# Campion (Western Australia)
Campion war eine kleine Siedlung in Western Australia, die nahe am Rabbit-Proof Fence in der heutigen Region des Westaustralischen Weizengürtels lag. Die Siedlung befand sich 271 Kilometer nordöstlich von Perth.
Der Name des Ortes geht auf William Campion (1870–1951) zurück, der 1924 zum Gouverneur von Western Australia ernannt wurde.
Die genaue Gründungszeit der Siedlung ist nicht bekannt. Gegründet wurde sie von ehemaligen Soldaten aus dem Ersten Weltkrieg, die sich dort im Rahmen eines staatlichen Beschäftigtenprogramms niederließen. Seit den frühen 1920er Jahren gab es in der Ortschaft ein Handelsgeschäft im Ort. 1925 wurde am Campion Dam eine Schule gebaut. Ab 1927 war der Ort bis 1957 mit der Eisenbahn erreichbar.
im November 1932 wurde der Ort in Australien bekannt, da in der näheren Umgebung die ersten Schüsse im sogenannten Emu War fielen.
Wann die Siedlung aufgegeben wurde, ist nicht bekannt. Es handelt sich um eine Geisterstadt. An sie erinnert noch der Salzsee Lake Campion und die Lake Campion Nature Reserve.